# Sindrome di Beemer-Langer
La sindrome di Beemer-Langer è una malattia genetica molto rara (la cui precisa incidenza è ignota), di tipo osteocondrodisplasico, a decorso fatale; la patologia, che si trasmette con ereditarietà autosomica recessiva, rappresenta il tipo 4 dell'insieme delle sindromi caratterizzate da coste corte e polidattilia. I bambini affetti dalla sindrome di Beemer-Langer presentano polmoni non adeguatamente sviluppati.

## Storia
La prima descrizione della patologia fu pubblicata dal genetista olandese Fredericus Antonius Beemer e dal radiologo statunitense Leonard O. Langer.

## Clinica

### Segni clinici
Come nelle altre sindromi caratterizzate da polidattilia e da coste iposviluppate, si riscontrano:
- Costole corte, ipoplasia del torace, ipoplasia polmonare ed insufficienza respiratoria progressiva
- Scarso sviluppo e displasia delle ossa lunghe

Diversamente dalla sindrome di Majewski, dalla sindrome di Saldino-Noonan e dalla sindrome di Verma-Naumoff, in questa patologia la polidattilia è di riscontro occasionale; quando è presente, tende ad associarsi a labbro leporino, difetti cardiaci congeniti (soprattutto a carico del ventricolo destro), micropenia e ipoplasia renale. Altri segni clinici negli individui con la patologia possono essere difetti nello sviluppo delle orecchie, brachidattilia e onfalocele.

### Esami strumentali
In radiografia si osservano anomalie ossee simili a quelle osservabili nella sindrome di Majewski, tuttavia la tibia risulta alterata in modo meno grave. Difficilmente si riscontra esadattilia (presenza di sei dita al termine di uno o più arti).

### Diagnosi precoce
È possibile la diagnosi prenatale mediante l'ecografia dell'utero.